# Parque nacional Utrechtse Heuvelrug
El Parque nacional Utrechtse Heuvelrug (en neerlandés: Nationaal Park Utrechtse Heuvelrug) es un parque nacional en la provincia holandesa de Utrecht, establecido en 2003. El parque cubre 6.000 hectáreas (15.000 acres) de páramos, arenas movedizas, bosques, tierras de pasto y llanuras de inundación.
El paisaje del parque se remonta a la última glaciación. Después la tierra fue creada por las dunas, los ríos y los efectos de la ocupación humana. Esto llevó a una gran variedad de tipos de suelos, relieves y uso de la tierra.